# Ophthalmoplegie
Der Begriff Ophthalmoplegie (von griechisch ὀφθαλμός ophthalmós, deutsch ‚Auge‘ und πληγή plēgḗ, deutsch ‚Lähmung‘) steht in der Augenheilkunde für „Augenmuskellähmung“, wobei häufig sämtliche, für die Okulomotorik zuständigen Hirnnerven III, IV und VI betroffen sind. Man unterscheidet je nach betroffenen Muskeln beziehungsweise der Lokalisation einer Störung folgende Formen:
- Internukleäre Ophthalmoplegie (INO)
- Chronisch progressive externe Ophthalmoplegie (CPEO)
- Interne Ophthalmoplegie
- totale Ophthalmoplegie, bspw. ausgelöst durch ein Fissura-orbitalis-superior-Syndrom oder Sinus-cavernosus-Syndrom